# Interpretatie
Een interpretatie is een persoonlijke duiding van een waarneming, een tekst of een stuk muziek. Het woord is verwant aan het Franse interprète, dat "tolk", maar ook "vertolker" betekent.

## Algemeen
Bij het oordelen is het lastig om neutraal te zijn; elke waarneming lijkt te zijn gestoeld op de in het verleden opgedane ervaring met een opkomende associatie met de huidige gebeurtenis. Bij die waarnemingen maken we niet alleen gebruik van onze 5 zintuigen, zijnde horen, zien, proeven, voelen en ruiken. Ook het menselijk gevoel en denken speelt een rol.
Bovendien is de door de mens gevormde overtuiging, een opeenstapeling van overgeleverde wijsheden en aangeleerde vaardigheden, maar ook van de eigen intuïtie.
In de sociale psychologie is veel aandacht besteed aan het interpreteren van andermans gedrag. Het subjectief toedichten van eigenschappen of bedoelingen aan mensen op grond van wat men van hen ziet en hoort (attributie) is een vorm van interpretatie die tot misverstanden kan leiden. Een extreme, pathologische vorm hiervan is paranoia.
De waarneming wordt al bij de oude Grieken beschreven en staat centraal in veel filosofische denkmodellen.
Naast de waarnemingen met de zintuigen zijn er door de eeuwen heen veel meetinstrumenten en modellen ontworpen, die de waarneming gestaafd, dan wel beïnvloed hebben. Vooral de concrete, wetenschappelijke waarnemingen werden daardoor alsmaar betrouwbaarder. Zo kan iemand tegenwoordig met grote zekerheid in of op een vervoermiddel stappen, omdat wetenschappelijke waarnemingen en systemen grote zekerheid hebben verschaft over het vervoer. Waarnemingen wat betreft het minder-meetbare, zoals de interpretatie van iemands gemoedsgestel blijven lastiger. De inschattingen die daar het gevolg van zijn, kunnen evenzogoed missers als treffers zijn.

## Interpretatie in de taal
De interpretatie van een taaluiting vindt plaats op verschillende niveaus.

### Woord
Het eenvoudigste niveau is dat van het woord: ieder woord is een taalbouwseltje dat zowel een vorm als een betekenis heeft. De vorm is willekeurig, en hangt niet af van de betekenis. De betekenis is een verwijzing naar een klein deel van de werkelijkheid buiten de taal. De betekenis van het woord boom is niet het groene bladerdak met houten stam in de buitenwereld; de betekenis is de verwijzing naar dat groeisel. Dit soort betekenis kan worden opgezocht in een woordenboek. De studie van betekenissen heet semantiek.

### Context
Maar een bepaalde klankvorm kan meerdere betekenissen hebben: dan is er sprake van homonymie (een woordvorm heeft meerdere volslagen verschillende betekenissen) of van polysemie (een woord heeft meer dan een, verwante betekenissen). Dan helpt een woordenboek niet voldoende; nu moet uit de context blijken wat de juiste betekenis is, en de interpretatie maakt gebruik van het zinsverband, daaronder begrepen de intonatie, of geschiedt met behulp van niet-talige componenten (gebaren, de situatie). De studie van tekstbetekenis in de context heet pragmatiek.

### Vertaling en vertolking
Een vertaling heeft tot doel een tekst in een doeltaal op te leveren die equivalent is aan de oorspronkelijke tekst, die in de brontaal. Van "letterlijk" vertalen is zelden sprake: een equivalente vertaling is een tekst die bij lezing zo goed mogelijk dezelfde interpretatie oplevert als de oorspronkelijke tekst.
Een vertolking heeft tot doel de wezenlijke kenmerken van een tekst zo goed mogelijk aan de toehoorder te presenteren. Om die wezenlijke kenmerken (waaronder ook subtekst) op het spoor te komen, moet de vertolker de tekst interpreteren.

### Specialistisch taalgebruik
In gespecialiseerde contexten wordt gebruikgemaakt van specialistisch taalgebruik. Woorden kunnen dan een iets andere betekenis hebben dan in het dagelijks leven ("triviaal" heeft diverse specialistische betekenissen), of ze kunnen eenduidiger gebruikt worden (wiskunde, formele talen). De vakspecialist zal deze woorden dan ook anders interpreteren dan een leek zou doen; de laatste is tot interpretatie van gespecialiseerde terminologie ("jargon") niet in staat, en dat kan ook niet: het is immers zijn vakgebied niet.
Juristen passen interpretatiemethoden toe op de taal van wettelijke bepalingen, zie de afzonderlijke paragraaf hieronder.

## Interpretatie in de kunst
In de kunst en de letterkunde bedoelt men met interpretatie een oordeel over de "betekenis" van een kunstwerk, dat wil zeggen: over datgene wat het kunstwerk primair overbrengt of uitdrukt. De moderne kritiek gaat ervan uit dat een kunstwerk als een eenheid moet worden gezien, met zijn eigen thematiek. Voor interpretatie van muziek, zie afzonderlijke paragraaf.

### Humanistische benadering
Zeer hachelijke begrippen zijn de veronderstelde "bedoeling" van de kunstenaar, of de "boodschap" van het kunstwerk; deze begrippen worden in de moderne kritiek weinig gehanteerd. Het doet er niet toe wat de schepper voor boodschap heeft willen brengen, het gaat er niet om wat zijn bedoeling is geweest; in laatste instantie geldt slechts de eenheid van het kunstwerk, zoals die eenheid (al dan niet bewust) is gerealiseerd. Te grote nadruk op de persoon van de kunstenaar wordt wel "humanistische kritiek" genoemd.

### Het autonome kunstwerk
Dat wil niet zeggen dat de maker van het werk geheel onbelangrijk is. Wel zijn er kritische scholen die deze maker in het geheel niet willen beschouwen, omdat dit zou afleiden van het werk zelf. Andere kritische stromingen gaan daarin echter minder ver, maar ook dan nog gaat het om een uitleg, een begrijpen, een interpreteren van het kunstwerk, en van datgene wat het kunstwerk als eindproduct overbrengt of uitdrukt.

### Impliciete en expliciete interpretatie
Er bestaat een opvatting dat de lezer, toehoorder of beschouwer het kunstwerk niet moet interpreteren, maar het moet ondergaan. Interpretatie zou maar afleiden van het kunstgenot. Deze opvatting berust op een misverstand. In de eerste plaats is een kunstwerk dat niet wordt geïnterpreteerd, volkomen onbegrijpelijk: het blijft een verzameling verfvlekken, een aaneenschakeling van letters, een allegaartje van losse tonen. In de tweede plaats is het niet nodig dat de interpretatie altijd bewust is: men interpreteert ook zonder zich daarvan rekenschap te (hoeven) geven. Een deel van wat men interpreteert is ook niet expliciet in het kunstwerk aanwezig, maar blijft impliciet, en fungeert als subtekst.
Het is de taak van de kunstcriticus zich van dat alles rekenschap te geven, het expliciet te maken. De kunstbeschouwer of -genieter heeft die taak niet.

## Interpretatie in de muziek
Indien verschillende uitvoerenden verschillende versies produceren van een muziekwerk spreekt men van verschillende interpretaties. Hier wordt met interpretatie meestal bedoeld, dat een partituur op verschillende manieren klinkende gestalte kan krijgen.
Er worden 3 hoofdstadia onderscheiden:
- Interpretatie door de componist. (Heeft de manier van noteren/componeerde voldoende duidelijk gemaakt aan eventuele uitvoerenden wat hij wilde laten klinken?)
- Interpretatie door de uitvoering. (Heeft de musicus en/of dirigent begrepen wat de componist wilde, en kan hij het ook "technisch" gestalte geven?)
- Interpretatie door de luisteraar. (Heeft de luisteraar begrepen wat de componist of musicus wilde?)

Interpretatie van muziek is persoonlijk. Binnen grenzen kan de ene musicus een stuk anders interpreteren dan de andere. Zogenaamd "niet" interpreteren en "letterlijk" spelen wat de componist noteerde is ook een keuze, dus een interpretatie.

## Interpretatie in de natuurkunde
In de natuurkunde is er sprake van interpretatie van fysische theorieën. Men bedoelt daarmee eigenlijk: interpretatie van het mathematisch formalisme van een fysische theorie. Immers, de taal van de natuurkunde is in hoofdzaak de wiskunde. Maar wiskunde (bijvoorbeeld, het symbool x) heeft als zodanig geen fysische betekenis. Het krijgt zo'n betekenis pas als men aangeeft naar welk element van de fysische werkelijkheid het symbool verwijst.
Dit is niet altijd eenduidig bepaald. Vooral het mathematische formalisme van de kwantummechanica kent een overvloed aan interpretaties. Een belangrijk element bij het ontstaan van deze theorie was Werner Heisenbergs inzicht dat de theorie niet verwijst naar de atomen zelf, maar naar waarneembare verschijnselen (zoals hoorbare klikjes in detectoren of zichtbare flitsjes op een scintillatiescherm), door hem observabelen genoemd. Dit is een empiristische interpretatie van (het mathematische formalisme van) de kwantummechanica.
Daartegenover staan de realistische interpretaties, die de kwantummechanica zien als een beschrijving van de atomaire wereld zelf. Een aanhanger van zo'n realistische interpretatie kan bijvoorbeeld aan een elektron denken als aan een rondvliegende golffunctie of golfpakket (merk op dat er ook andere vormen van realistische interpretatie mogelijk zijn). Men onderscheidt objectivistisch-realistische en contextualistisch-realistische interpretaties. In de eerste interpretatie wordt de beschreven werkelijkheid geacht onafhankelijk te zijn van de waarnemer inclusief diens meetapparaten, in de tweede is er sprake van afhankelijkheid.
Daarnaast bestaat ook nog de instrumentalistische interpretatie, die geen keuze wenst te maken tussen realisme of empirie, maar het wiskundig formalisme beschouwt als (mathematisch) instrument voor het doen van voorspellingen van meetresultaten. Deze laatste interpretatie is erg populair onder pragmatici, omdat men zich dan niet van tevoren hoeft vast te leggen op een bepaalde betekenis: wat bijvoorbeeld een kwantummechanisch meetresultaat is, kan men zo nodig naar behoefte in realistische dan wel empiristische zin invullen.
Een heel andere vorm van interpretatie in de natuurkunde is de interpretatie van waarnemingen (iets wat de natuurkunde gemeen heeft met andere ervaringswetenschappen). Zo komen fysici tot theorieën, die verschijnselen systematisch beschrijven, in verband brengen met andere verschijnselen ("verklaren"), en voorspellingen mogelijk maken.

## Informatica
In de informatica wordt het woord interpretatie soms gebruikt ter aanduiding van de werking van een interpreter.

## Rechtsgeleerdheid
Juristen gebruiken interpretatiemethoden bij het toepassen van rechtsregels op concrete gevallen. Naar de Duitse rechtsgeleerde Friedrich Carl von Savigny (1779-1861) zijn de belangrijkste vier interpretatiemethoden:
1. Grammaticale interpretatie: daarbij wordt de tekst van de wet zo letterlijk mogelijk genomen. (Strikt genomen is dit meer taalkundige interpretatie dan werkelijk grammaticale interpretatie.) Deze wijze van interpreteren sluit overigens niet uit dat bepaalde woorden worden verstaan in een specifieke juridische betekenis, die van het spraakgebruik afwijkt. Zo ziet een jurist een causaal verband als een bepaald gevolg in een zo nauw verband staat met een bepaalde gedraging dat er reden is om iemand aansprakelijk te stellen of te straffen, terwijl in het spraakgebruik "causaliteit" louter voor "oorzakelijkheid" staat. De juridische invulling verlangt een moreel oordeel, het spraakgebruik gaat over een feitelijke situatie.
2. Historische interpretatie: vooral bij de interpretatie van recentere wetgeving wordt nogal eens teruggegrepen op de zogenaamde wetgeschiedenis, dat wil zeggen op het verslag van de discussie die in het parlement heeft plaatsgevonden bij de totstandkoming van een wet ("parlementaire geschiedenis"). Zo kan de bedoeling van de wetgever worden gevolgd.
3. Systematische interpretatie: wetten zijn meestal min of meer systematisch opgezet. De precieze betekenis van een bepaalde bepaling kan daarom soms ook worden achterhaald door deze te bezien in de samenhang met andere bepalingen in dezelfde wet, al was het maar door te kijken in welk hoofdstuk de bepaling staat.
4. Teleologische interpretatie: hierbij wordt het (vermeende) doel van een wet als richtsnoer genomen. Het verschil met een historische interpretatie is dat in dit geval niet wordt teruggegrepen op de parlementaire stukken, en dat zo ook rekening kan worden gehouden met nieuwe omstandigheden waar de wetgever van weleer niet aan gedacht heeft of zelfs maar weet van had.

Als verschillende interpretatiemethoden op eenzelfde tekst worden toegepast, zijn tegenstrijdige uitkomsten niet uit te sluiten. Naar gangbare (Nederlandse) opvattingen is er echter geen vaste volgorde van interpretatiemethoden, in die zin dat bijvoorbeeld de letter van de wet (een "grammaticale" interpretatie) altijd voor zou gaan boven een doelgerichte ("teleologische") interpretatie. Toen een zwaar gedupeerde boer van de verzekering de nieuwbouwwaarde vergoed kreeg toen zijn boerderij tot de grond toe was afgebrand, haalde de Hoge Raad zijn hand over zijn hart, ook al mag volgens de letter van de (toenmalige) wet iemand nooit (financieel!) beter worden van de uitkering van een schadeverzekering. Ook een zorgvuldig wetgevingsproces kan leiden tot tegenstrijdigheden, of zelfs gewoon fouten. Rechtsvinding blijft mensenwerk.
Interpretatie (men spreekt ook wel van uitlegging, niet te verwarren met uitleg) is in het recht onvermijdelijk. Wetten kunnen niet alles regelen, en kunnen ook niet voortdurend aan iedere nieuwe ontwikkeling worden aangepast. Bovendien zou een overmaat aan detail averechts werken omdat de achterliggende bedoeling dan uit het zicht zou raken.
Er zijn echter wel grenzen. In het algemene privaatrecht liggen die betrekkelijk ruim, omdat daar een oplossing moet worden gevonden die de belangen van twee min of meer vergelijkbare partijen moet dienen. Strafrecht daarentegen mag eigenlijk nimmer ruimer ("extensief") worden uitgelegd dan wettelijk is vastgelegd, al is ook dit "legaliteitsbeginsel" niet helemaal vol te houden. Zo heeft de Hoge Raad al heel lang geleden vastgesteld dat in het Nederlandse uit de negentiende eeuw daterende Wetboek van Strafrecht waar "hij" staat ook "zij" mag worden gelezen. Ook is het begrip "opzet" opgerekt tot "voorwaardelijk opzet": wie het oogmerk heeft om iemand te vermoorden door hem een vergiftigde taart te sturen, is ook strafbaar voor moord als onverhoopt de vrouw van het beoogde slachtoffer de taart oppeuzelt en dat niet overleeft, bepaalde de Hoge Raad in 1911. Ook belastingrecht moet heel strikt worden uitgelegd.
Het is natuurlijk mogelijk dat er fouten worden gemaakt bij de uitlegging van wetten. Partijen of een verdachte kunnen daarom beroep en cassatie instellen, waarbij de Hoge Raad in Nederland (meestal) het laatste woord heeft. Wijkt de rechter naar het oordeel van de wetgever te veel af van wat deze in gedachten heeft, dan kan deze de wet wijzigen. Specifieke maar ook recente wetten laten minder ruimte voor interpretatie dan abstracte en oudere wetten. Politici moeten zich niet beklagen over rechters die in hun ogen de wet verkeerd interpreteren, bijvoorbeeld door niet streng genoeg (of juist te streng) te straffen, maar het middel gebruiken dat hun daartoe bij uitstek ten dienste staat: de wet wijzigen. Hetzelfde geldt als een politicus wordt vervolgd omdat hij verdacht wordt de grenzen van de vrijheid van meningsuiting te hebben overschreden. In dat geval kan de rechter ook in zijn interpretatie betrekken dat de wetgever onlangs nog heeft besloten de vrijheid van meningsuiting niet te verruimen: daar was geen meerderheid voor.